# Проспект Леоніда Каденюка
Проспе́кт Леоні́да Каденюка́ — проспект у Деснянському і Дніпровському районах міста Києва, житловий масив Соцмісто. Пролягає від Дарницької площі до вулиці Гетьмана Павла Полуботка.
Прилучаються вулиці Будівельників, Володимира Сосюри, Павла Усенка, Фінський провулок, бульвар Верховної Ради, вулиці Юрія Поправки, Вінстона Черчилля, Гната Хоткевича і Якова Гніздовського. Є частиною Малої окружної дороги.

## Історія
Проспект виник у 1940-ві — 1950-ті роки під назвою Діагональна вулиця, з 1961 року отримав назву вулиця Юрія Гагаріна, на честь першого у світі космонавта, Героя Радянського Союзу Юрія Гагаріна. 1968 року — проспект Юрія Гагаріна.
Сучасна назва на честь першого космонавта незалежної України та Героя України Леоніда Каденюка — 2023 року.

## Установи та заклади

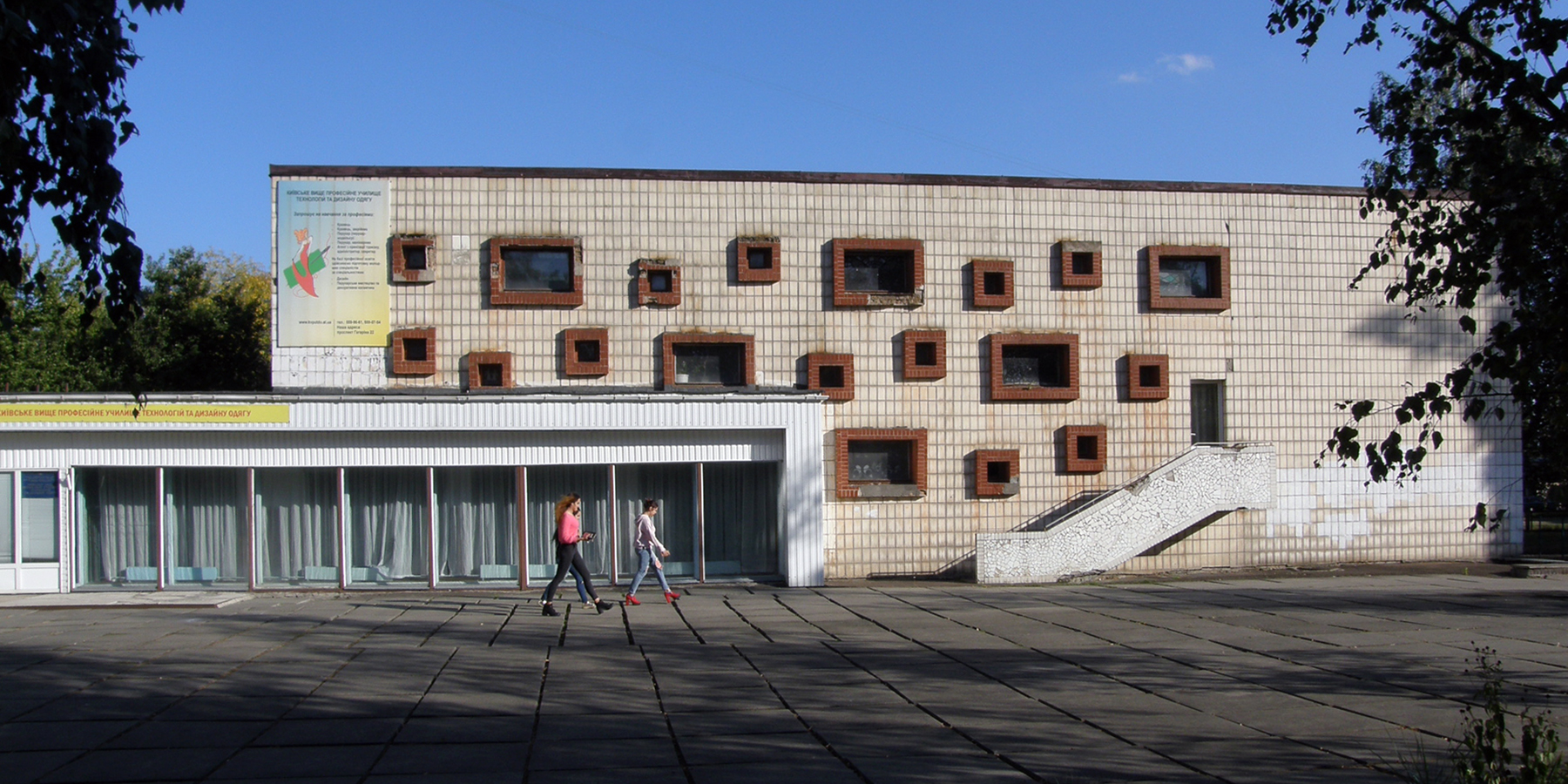
Київське училище технологій та дизайну одягу

- 1 — Автостанція «Дарниця»
- 16 — Університетський коледж Київського університету імені Бориса Грінченка;
- 19 — спеціалізована загальноосвітня школа № 129 з поглибленим вивченням англійської мови;
- 23 — ВАТ «Агропромсистема»;
- 22 — Київське вище професійне училище технологій та дизайну одягу;
- 27 — Книжкова палата України імені Івана Федорова, Державний архів друку.